# Anna Charlotta Jansson
Anna Charlotta "Lotten" Jansson, gift Hellander, född den 12 maj 1851 i Stockholm, död den 9 april 1879 där, var en svensk skådespelerska, gift med Adolf Hellander.

## Biografi
Vid 16 års ålder tog Jansson anställning vid August Berndts och Anders Selinders sällskap på den då nyöppnade "Nya Teatern i Hammerska lokalen" (sedermera Mindre teatern) spelåret 1867–1868. Hon följde med sällskapet till Finland sommaren 1868, och tillhörde under hösten samma år Ludvig Josephsons och Fritz Ahlgrenssons sällskap på Mindre teatern. Hon var elev vid Kungliga Teaterns elevskola 1 september 1869–30 juni 1872, och fick därefter engagemang vid den kungliga scenen. Här uppmärksammades hon i roller som Inga i Frans Hedbergs Bröllopet på Ulvåsa, Diane de Noailles i Bayards och Dumanoirs Richelieus första vapenbragd och Blanche i Louis Leroys Kusin Jacques.
Hösten 1873 övergick hon till Wilhelm Åhmans stående sällskap, som om vintrarna spelade på Nya Teatern i Göteborg och om somrarna på Klingenbergs Teater i Kristiania. Här fick hon visa ett större utrymme och spelade roller som Anna i Wolfgang Müller von Königswinters Min ros i skogen, Sigrid i Josef Julius Wecksells Daniel Hjort, Agathe i Eugène Scribes Ett glas vatten och Jolanta i Henrik Hertz Kung Renés dotter. Efter dessa roller anlitade Edvard Stjernström skådespelerskan, som under sommaren 1874 ingick äktenskap med Adolf Hellander, till den nya teater han avsåg att grunda i Stockholm, och på Nya Teatern vid Blasieholmsgatan uppträdde hon i januari som Drottningen i Saint-Georges och de Forges Farinelli eller Kungen och sångaren. Därefter följde under ett par års tid den ena större uppgiften efter den andra. Förutom Jolanta, som hon spelade även vid denna scen, kan nämnas Gertrud i Bjørnstjerne Bjørnsons Redaktören, Maritana i Don César de Bazan, titelrollen i Zacharias Topelius Regina von Emmeritz, Louise i Ernst Lundquists Mellan barken och trädet, Prinsessan Adelaide i Albert Brachvogels En lektion på harpa, Lotta i Henrik Hertz Amors genistreck och Berthe de Savigny i Octave Feuillets Sfinxen.
Hon drabbades av en lungsjukdom och avled efter två års sjuklighet 1879.

## Teater

### Roller (ej komplett)
| År   | Roll                | Produktion | Teater      |
| ---- | ------------------- | --- | ----------- |
| 1875 | Drottningen         | Farinelli eller Kungen och sångaren Jules-Henri Vernoy de Saint-Georges, Auguste Pittaud de Forges och Adolphe de Leuven | Nya teatern |
| 1875 | Prinsessan Adelaide | En lektion på harpa Albert Emil Brachvogel                                                                               | Nya teatern |
| 1875 |                     | Tadelskolan Richard Brinsley Sheridan                                                                                    | Nya teatern |
| 1875 | Ruth                | Cornelius Nepos Ernst Lundquist                                                                                          | Nya teatern |
| 1876 | Amy                 | Cornelius Nepos Ernst Lundquist                                                                                          | Nya teatern |
| 1876 | Regina              | Regina von Emmeritz Zacharias Topelius och August Söderman                                                               | Nya teatern |
| 1876 | Hustrun             | Mellan barken och trädet Ernst Lundquist                                                                                 | Nya teatern |
| 1876 |                     | Spelaren August Wilhelm Iffland                                                                                          | Nya teatern |
| 1876 | Cecile              | Skyll er själv | Nya teatern |
| 1876 | Marie               | En orättvisa Virginie Ancelot                                                                                            | Nya teatern |
| 1876 | Fru de Monlucar     | Kotteriernas makt Eugène Scribe                                                                                          | Nya teatern |

### Fotnoter
1. ↑  ”Teater”. Aftonbladet:  s. 3. 15 februari 1875. http://tidningar.kb.se/4112678/1875-02-15/edition/0/part/1/page/3. Läst 1 april 2017.
2. ↑  ”Stockholms-nytt”. Dagens Nyheter:  s. 1. 14 april 1875. http://arkivet.dn.se/arkivet/tidning/1875-04-14/3132/1. Läst 30 juli 2015.
3. ↑  ”Teaterannons”. Dagens Nyheter:  s. 2. 7 maj 1875. http://arkivet.dn.se/arkivet/tidning/1875-05-07/3151/2. Läst 30 juli 2015.
4. ↑  ”Teater”. Aftonbladet:  s. 3. 18 september 1875. http://tidningar.kb.se/4112678/1875-09-18/edition/0/part/1/page/3. Läst 1 april 2017.
5. ↑  ”Teater och musik”. Dagens Nyheter:  s. 2. 6 mars 1876. http://arkivet.dn.se/arkivet/tidning/1876-03-06/3406/2. Läst 11 augusti 2015.
6. ↑  ”Teater och musik”. Dagens Nyheter:  s. 2. 7 mars 1876. http://arkivet.dn.se/arkivet/tidning/1876-03-07/3407/2. Läst 11 augusti 2015.
7. ↑  ”Teater och musik”. Dagens Nyheter:  s. 2. 23 februari 1876. http://arkivet.dn.se/arkivet/tidning/1876-02-23/3396/2. Läst 11 augusti 2015.
8. ↑  ”Teater och musik”. Dagens Nyheter:  s. 2. 23 maj 1876. http://arkivet.dn.se/arkivet/tidning/1876-05-23/3470/2. Läst 14 augusti 2015.
9. ↑  ”Teater och musik”. Dagens Nyheter:  s. 2. 8 september 1876. http://arkivet.dn.se/arkivet/tidning/1876-09-08/3560/2. Läst 15 augusti 2015.
10. ↑  ”Teater och musik”. Dagens Nyheter:  s. 2. 26 september 1876. http://arkivet.dn.se/arkivet/tidning/1876-09-26/3575/2. Läst 15 augusti 2015.
11. ↑  ”Teater och musik”. Dagens Nyheter:  s. 2. 13 oktober 1876. http://arkivet.dn.se/arkivet/tidning/1876-10-13/3590/2. Läst 16 augusti 2015.
12. ↑  ”Teater och musik”. Dagens Nyheter:  s. 1. 7 december 1876. http://arkivet.dn.se/arkivet/tidning/1876-12-07/3637/1. Läst 17 augusti 2015.